# Alexandre Geefs
Pour les articles homonymes, voir Geefs.
Alexandre Geefs (né à Anvers le 1er janvier 1829 et mort à Schaerbeek le 27 août 1866) est un graveur et un médailleur belge.

## Biographie

### Famille
Alexandre (Alexander Georgius) Geefs, né à Anvers le 1er janvier 1829 est un membre de la famille Geefs, une fratrie de sept sculpteurs issus des deux mariages de Joannes Geefs (1779-1848), boulanger. Alexandre Geefs est le quatrième fils du second mariage de son père avec Dymphna Vermeulen (1788-1843).

### Formation et carrière

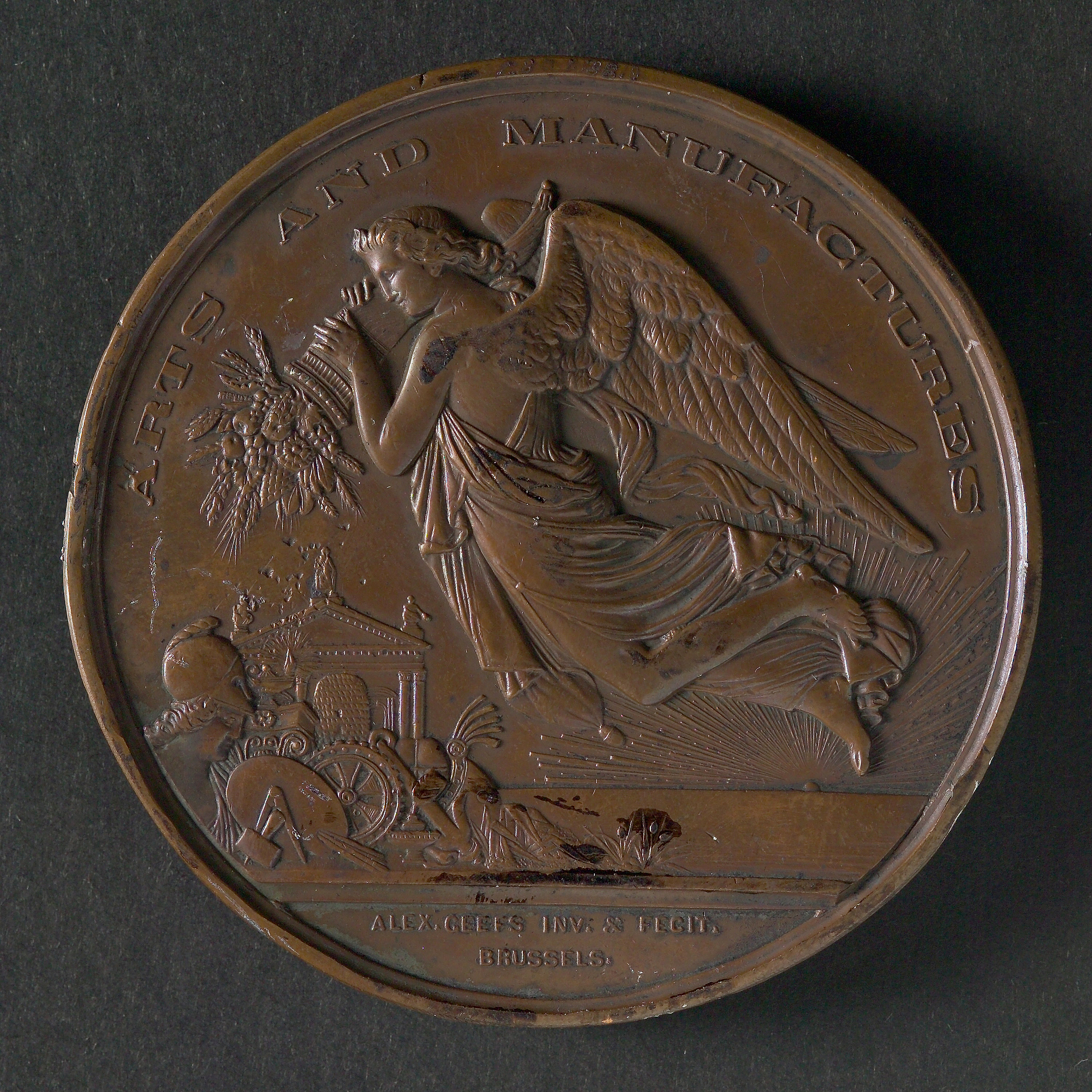
Médaille de l'Exposition de Dublin de 1865.

Alexandre Geefs devient élève en sculpture à l'Académie royale des beaux-arts de Bruxelles, mais aucune institution belge ne dispensant de cours de gravure de médailles, il étudie le métier de médailleur auprès de Joseph-Pierre Braemt, graveur général à la Monnaie royale de Belgique.
Lors des fêtes du vingt-cinquième anniversaire de la prestation de serment du roi Léopold Ier, en juillet 1856, Alexandre Geefs participe au concours destiné à réaliser une médaille commémorative. Si le projet de Léopold Wiener est celui retenu, Alexandre Geefs reçoit une allocation d'encouragement du ministre de l'Intérieur pour le mérite dont il a fait preuve lors de l'envoi de ses modèles au concours.
En 1863, le Ministère de l'Intérieur décide d'organiser un concours pour l'exécution d'une médaille commémorative des traités belgo-hollandais concernant la récente loi levant le péage sur l'Escaut. Parmi les huit candidats en lice, c'est le projet d'Alexandre Geefs qui est retenu.
À l'issue de l'Exposition internationale des arts et de la manufacture de Dublin de 1865, c'est Alexandre Geefs qui est désigné pour réaliser la médaille destinée aux industriels belges méritants ayant participé à l'exposition.

### Vie privée et mort
Alexandre Geefs meurt du choléra à Schaerbeek, rue L'Olivier no 94, le 27 août 1866, à l'âge de 37 ans. Époux depuis 1858 de Marie Josèphe Barbieaux, modiste, il laisse deux enfants : Clara, âgée de cinq ans et un fils âge de six mois, le futur artiste peintre Adrien Charles Geefs (1866-1896). La veuve d'Alexandre Geefs épouse en 1871 Charles Geefs, frère jumeau du défunt, qui adopte ses nièce et neveu.

## Œuvres
Liste de médailles réalisées par Alexandre Geefs :
- Médaille commémorative de l'inauguration du monument de Thierry Maertens à Alost (1856) ;
- Médaille de l'inauguration du Tir national (1861) ;
- Médaille commémorative de la liberté de l'Escaut (1863)[4] ;
- Médaille de l'abolition des octrois (1863) ;
- Médaille de l'inauguration de Léopold II ;
- Médaille pour la pose de la première pierre des bassins d'Anvers ;
- Médaille commémorative de Charles de Brouckère ;
- Médaille commémorative de l'Exposition internationale de Dublin (1865)[5] ;
- Médaille commémorative d'Antoine Wiertz (1866).